# Lega saudita professionistica 2010-2011
La Saudi Professional League 2010-2011 è stata la 36ª edizione della massima competizione nazionale per club della Arabia Saudita, la squadra campione in carica è l'Al Hilal.

## Squadre partecipanti
| Squadra        | Allenatori       | Nazionalità               | Città     | Stadio                                         | Capacità | Stagione 2009-2010 | Note                                     |
| -------------- | ---------------- | ------------------------- | --------- | ---------------------------------------------- | -------- | ------------------ | ---------------------------------------- |
| Ahli Jeddah    | Aleksandar Ilic  | Serbia (bandiera)         | Gedda     | Prince Abdullah Al-Faisal Stadium              | 24,000   | 6°                 |                                          |
| Al Fateh       | Fathi Al Jebali  | Tunisia (bandiera)        | Al-Hasa   | Prince Abdullah bin Jalawi Stadium             | 20,000   | 8°                 |                                          |
| Al Hazm        | Goran Miscevic   | Serbia (bandiera)         | Ar Rass   | Al Hazm Club Stadium                           | 11,000   | 7°                 |                                          |
| Al-Hilal       | Gabriel Calderón | Argentina (bandiera)      | Riad      | King Fahd Stadium                              | 69,000   | Campione in Carica | Qualificata in AFC Champions League 2011 |
| Ettifaq        | Youssef Zouaoui  | Tunisia (bandiera)        | Dammam    | Prince Mohamed bin Fahd Stadium                | 30,000   | 9°                 |                                          |
| Ittihad Jeddah | Hassan Khalifa   | Arabia Saudita (bandiera) | Gedda     | Prince Abdullah Al-Faisal Stadium              | 24,000   | 2°                 | Qualificata in AFC Champions League 2011 |
| Al-Nassr       | Dragan Skočić    | Croazia (bandiera)        | Riad      | King Fahd Stadium                              | 69,000   | 3°                 | Qualificata in AFC Champions League 2011 |
| Al Qadsiyah FC | Dimitar Dimitrov | Bulgaria (bandiera)       | Al Khubar | Prince Saud bin Jalawi Stadium                 | 10,000   | 10°                |                                          |
| Al Raed        | Eurico Gomes     | Portogallo (bandiera)     | Buraydah  | King Abdullah Sport City Stadium               | 25,000   | 11°                |                                          |
| Al-Shabab      | Enzo Trossero    | Argentina (bandiera)      | Riad      | King Fahd Stadium                              | 69,000   | 4°                 | Qualificata in AFC Champions League 2011 |
| Al-Wahda       | Lotfi Benzarti   | Tunisia (bandiera)        | La Mecca  | King Abdul Aziz Stadium                        | 28,550   | 5°                 |                                          |
| Najran SC      | Jose Rachao      | Portogallo (bandiera)     | Najrān    | Al Akhdoud Club Stadium                        | 10,000   | 12°                |                                          |
| Al-Faisaly     | Zlatko Dalić     | Croazia (bandiera)        | Harmah    | Prince Salman Bin Abdulaziz Sport City Stadium | 10,000   |                    | 1° In 1° Division                        |
| Al-Taawoun     | Florin Motroc    | Romania (bandiera)        | Buraydah  | King Abdullah Sport City Stadium               | 25,000   |                    | 2° In 1° Division                        |

## Classifica
|                           | Pos. | Squadra     | Pt | G  | V  | N | P  | GF | GS | DR  |
| ------------------------- | ---- | ----------- | -- | -- | -- | - | -- | -- | -- | --- |
| Arabia Saudita (bandiera) | 1.   | Al-Hilal    | 64 | 26 | 19 | 7 | 0  | 50 | 16 | +34 |
|                           | 2.   | Al-Ittihad  | 62 | 26 | 19 | 5 | 2  | 60 | 22 | +38 |
|                           | 3.   | Al-Ettifaq  | 60 | 26 | 18 | 6 | 2  | 58 | 22 | +36 |
|                           | 4.   | Al-Shabab   | 47 | 26 | 13 | 8 | 5  | 41 | 26 | +15 |
|                           | 5.   | Al-Nassr    | 37 | 26 | 10 | 7 | 9  | 49 | 35 | +14 |
|                           | 6.   | Al-Ahli     | 37 | 26 | 10 | 7 | 9  | 37 | 41 | -4  |
|                           | 7.   | Al-Taawoun  | 35 | 26 | 10 | 5 | 11 | 39 | 37 | +2  |
|                           | 8.   | Al-Faisaly  | 30 | 26 | 7  | 9 | 10 | 36 | 41 | -5  |
|                           | 9.   | Al-Fateh    | 30 | 26 | 7  | 9 | 10 | 34 | 39 | -15 |
|                           | 10.  | Al-Ra'ed    | 28 | 26 | 8  | 4 | 14 | 28 | 39 | -11 |
|                           | 11.  | Najran      | 25 | 26 | 6  | 7 | 13 | 23 | 45 | -22 |
|                           | 12.  | Al-Wahda    | 19 | 26 | 4  | 7 | 15 | 28 | 52 | -24 |
|                           | 13.  | Al-Qadisiya | 18 | 26 | 4  | 6 | 16 | 34 | 52 | -18 |
|                           | 14.  | Al-Hazem    | 10 | 26 | 3  | 1 | 22 | 19 | 60 | -41 |

Legenda:

      Campione dell'Arabia Saudita 2010-2011, ammessa alla AFC Champions League 2012

      Ammesse alla AFC Champions League 2012

      Retrocessa in Saudi Second Division 2011-2012

Note:
Tre punti a vittoria, uno a pareggio, zero a sconfitta.